# Lithophane cyrnos
Lithophane cyrnos är en fjärilsart som beskrevs av Charles Boursin 1957. Lithophane cyrnos ingår i släktet Lithophane och familjen nattflyn. Inga underarter finns listade i Catalogue of Life.